# الحركة من أجل الديمقراطية في الجزائر
الحركة من أجل الديموقراطية في الجزائر حزب سياسي جزائري أسسه أحمد بن بلة سنة 1984. وحصل على اعتماد له من السلطات الجزائرية بعد فتح المجال للتعددية السياسية وفق دستور سنة 1989. شارك الحزب في الانتخابات التشريعية لسنة 1991 ولكن دون تحقيق نتائج هامة. حلته السلطات الجزائرية سنة 1997.